# Perdita wilmattae
Perdita wilmattae är en biart som beskrevs av Cockerell 1906. Perdita wilmattae ingår i släktet Perdita och familjen grävbin. Inga underarter finns listade i Catalogue of Life.